# 한형윤
한형윤(韓亨允, 1470년 ~ 1532년)은 조선의 문신·서예가이다. 자는 신경이며 본관은 청주이다.
연산군 때 영의정을 지낸 성준의 외손자이다. 성종 때 문과에 급제하였으며, 문신으로 무예에 능한 자를 선발하는 데 뽑혀 참의에 이르렀고 선전관을 겸하였다. 그 후 형조판서·지중추 부사 등을 지냈다. 천성이 청렴·강직하여 바른말을 잘 하였으므로 연산군의 미움을 사 유배되기도 했다. 글씨에 뛰어나 왕으로부터 왕희지의 필체첩을 하사받았으며 청백리에 뽑혔다. 글씨로 파주의 《영의정 황보인 묘비》, 양주의 《명숙공 성준 묘비》가 있다.
아들 한기(韓記)는 성종의 서10녀 정혜옹주와 혼인해 청평위(淸平尉)에 봉해졌다.

## 참고 자료
- 이 문서에는 다음커뮤니케이션(현 카카오)에서 GFDL 또는 CC-SA 라이선스로 배포한 글로벌 세계대백과사전의 내용을 기초로 작성된 글이 포함되어 있습니다.